# استفان تامپیه
استفان تامپیه (انگلیسی: Stéphane Tempier؛ زادهٔ ۵ مارس ۱۹۸۶) دوچرخه‌سوار اهل فرانسه است.
وی در مسابقات کشوری و بین‌المللی در مجموع برندهٔ ۲ مدال طلا، ۳ مدال نقره، ۱ مدال برنز شده‌است.